# Benjamin Glazer
Benjamin F. Glazer (Belfast, 7 de maig de 1887 - Hollywood 18 de març de 1956) va ser un guionista, productor, artista de foley i director de pel·lícules americanes des dels anys vint fins als cinquanta. Va fer la primera traducció de l'obra de teatre de l'autor i dramaturg Ferenc Molnár Liliom (1909) a l'anglès des del seu original hongarès el 1921. La seva traducció es va utilitzar en la primera representació teatral en directe estatunidenca d'aquell any i més tard en la versió cinematogràfica posterior de 1930, i en totes les produccions en anglès de l'obra durant els 115 anys des de la seva escriptura de 1909 fins fa poc. També va servir de base per al llibret del Carrusel de Richard Rodgers i Oscar Hammerstein, així com per al guió de Phoebe i Henry Ephron per a la versió cinematogràfica de 1956.
Glazer va néixer en una família jueva hongaresa. Després de creuar l'Oceà Atlàntic i traslladar-se als Estats Units, a principis del segle xx, es va traslladar al sud a Filadèlfia, on va estudiar a la Facultat de Dret de la Universitat de Pennsilvània i després d'aprovar, es va convertir en advocat el 1906.
Glazer va ser un dels membres fundadors de l'Acadèmia de les Arts i les Ciències Cinematogràfiques, que va començar a atorgar els premis de l'Acadèmia (Oscars) el 1927. És més conegut pel seu guió guanyador de l'Oscar per El setè cel (1927), a la primera cerimònia de lliurament de premis de l'acadèmia, i per la història a Aixeca't, amor meu (1940). Els seus crèdits addicionals de guió es van estendre des de l'era del cinema mut i fins al període posterior de les pel·lícules sonores. Inclouen The Merry Widow, Flesh and the Devil, Mata Hari, Adéu a les armes, We're Not Dressing i Tortilla Flat .
Glazer també va dirigir una pel·lícula, Song of My Heart (1948), una biografia molt fictícia (Biopic) del famós compositor rus de música clàssica Txaikovski.
Glazer estava casat amb l'actriu Sharon Lynn, que va tenir la seva pròpia carrera cinematogràfica.
Va morir a causa d'una fallada circulatòria, a Hollywood als 68 anys.

## Filmografia seleccionada
com a guionista tret que s'indiqui el contrari
- Sinners in Silk (1924)
- The Great Divide (1924)
- Fine Clothes (1925)
- The Merry Widow (1925)
- Memory Lane (1926)
- The Gay Deceiver (1926)
- Wild Oats Lane (1926)
- Flesh and the Devil (1926)
- The Lady in Ermine (1927)
- El setè cel (7th Heaven) (1927)
- Paid to Love (1927)
- The Trail of '98 (1928)
- Beggars of Life (1928)
- The Boudoir Diplomat (1930)
- The Devil to Pay! (1930)
- Liliom (1930)
- Pagan Lady (1931)
- Mata Hari (1931)
- Monsieur Albert (1932)
- Adéu a les armes (A Farewell to Arms) (1932)
- No Man Of Her Own (1932)
- The Way to Love (1933)
- We're Not Dressing (1934)
- She Loves Me Not (1934) (també productor)
- Rhythm on the Range (1934) (també productor)
- Four Daughters (1938) (productor associat)
- Going Places (1938) (productor associat)
- Yes, My Darling Daughter (1939) (productor associat)
- Em van fer un criminal (They Made Me a Criminal) (1939) (productor associat)
- Aixeca't, amor meu (Arise, My Love) (1940) (història)
- Paris Calling (1941)
- Tortilla Flat (1942)
- Song of My Heart (1948) (també director)
- Carousel (1955) (llibret)